# В обувките на Сатаната: Ел Камино
„В обувките на Сатаната: Ел Камино“ (на английски: El Camino: A Breaking Bad Movie) е американски филм като продължение на сериала „В обувките на Сатаната“. Сценарист и режисьор е Винс Гилиган, а главната роля се изпълнява от Арън Пол.
Премиерата му е по Netflix на 11 октомври 2019 г., а по-късно ще бъде излъчен и по AMC. Това е последният филм на актьора Робърт Форстър, който умира в деня на премиерата на филма.

## Продукция
Снимките са направени в Албъкърки под работното заглавие „Грийнбрайър“ през ноември 2018 г. Според Арън Пол, когато местните медии успели да направят връзка между „Грийнбрайър“ и „В обувките на Сатаната“, заснемането вече било почти завършено.